# 第二次蔣中正內閣

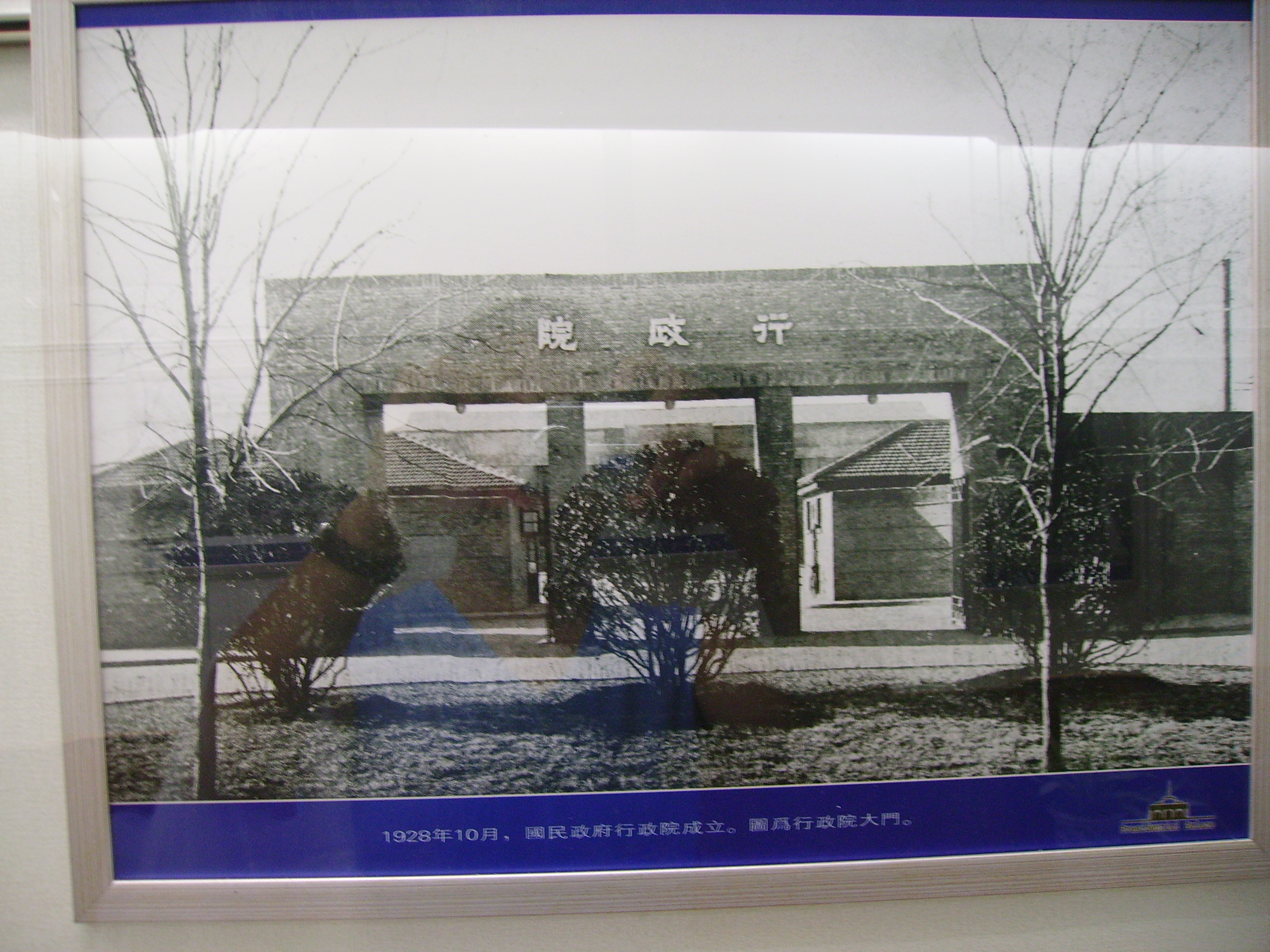

蔣中正內閣共成立過三次。第二次成立於1935年12月7日。由身兼行政院院長蔣中正負責組閣，該內閣為中華民國國民政府的第五任內閣，其功能性多著眼於戰時內政。

## 內閣成員
- 行政院院長：蔣中正（ 中國國民黨）
- 行政院副院長：孔祥熙（ 中國國民黨）
- 內政部部長：蔣作賓
- 外交部部長：張群（ 中國國民黨）
- 財政部部長：孔祥熙（ 中國國民黨）
- 軍政部部長：何應欽（ 中國國民黨）
- 海軍部部長：陳紹寬（ 中國國民黨）
- 教育部部長：王世杰（ 中國國民黨）
- 交通部部長：顧孟餘（ 中國國民黨）
- 鐵道部部長（1938年裁）：張嘉璈（ 中國國民黨）
- 實業部部長（1938年裁）：吳鼎昌
- 蒙藏委員會委員長：黃慕松（ 中國國民黨）
- 僑務委員會委員長：陳樹人
- 衛生署署長：劉瑞恆